# Emilio García Ganuza
Emilio García Ganuza fue un empresario navarro conocido por haber sido presidente del Club Atlético Osasuna desde 1970 hasta 1971.
En mayo de 1970 fue designado presidente de Osasuna, cargo que ocuparía poco más de un año hasta 1971, siendo sucedido por Fermín Ezcurra. Asimismo fue presidente de la Unión Ciclista Navarra y de Napardi, sociedad gastronómica de gran reconocimiento en Navarra.
| Predecesor: Jacinto Saldise | Presidente del Club Atlético Osasuna 1970-1971 | Sucesor: Fermín Ezcurra |